# 布朗維爾 (紐約州村)
布朗維爾（英語：Brownville）是位於美國紐約州傑佛遜縣的村。

## 人口
根據2020年美國人口普查的數據，布朗維爾的面積為1.65平方千米，當中陸地面積為1.62平方千米，而水域面積為0.03平方千米。當地共有人口930人，而人口密度為每平方千米564人。